# Popis hrvatskih veleposlanika u Maroku
Republika Hrvatska i Kraljevina Maroko održavaju diplomatske odnose od 26. lipnja 1992. Sjedište veleposlanstva je u Rabatu.

## Veleposlanici
Veleposlanstvo Republike Hrvatske u Kraljevini Maroku osnovano je odlukom predsjednika Republike od 23. rujna 1992.
| Veleposlanik          | Postavljenje        | Opoziv              | Sjedište |
| --------------------- | ------------------- | ------------------- | -------- |
| Vinko Kandžija        | 23. rujna 1992.     | 1. ožujka 1996.     | Rabat    |
| Božidar Gagro         | 19. kolovoza 1996.  | 31. listopada 2000. | Rabat    |
| Dubravko Žirovčić     | 6. prosinca 2001.   | 30. lipnja 2006.    | Rabat    |
| Darko Bekić           | 1. srpnja 2006.     | 31. kolovoza 2011.  | Rabat    |
| Zvonimir Frka Petešić | 15. listopada 2013. | 31. kolovoza 2017.  | Rabat    |
| Jasna Mileta          | 1. rujna 2017.      |                     | Rabat    |

## Vanjske poveznice
- Maroko na stranici MVEP-a